# Divisione di Udaipur
La divisione di Udaipur è una divisione dello stato federato indiano di Rajasthan, di 8 028 592 abitanti. Il suo capoluogo è Udaipur.
La divisione di Udaipur comprende i distretti di Banswara, Chittorgarh, Dungarpur, Pratapgarh, Rajsamand e Udaipur.